# Robert Herrmann
Robert Herrmann (Milwaukee, 11 dicembre 1869 – Milwaukee, 1919) è stato un ginnasta e multiplista statunitense.

## Carriera
Herrmann partecipò ai Giochi olimpici di Saint Louis 1904 nelle gare di triathlon e ginnastica. Giunse undicesimo al concorso a squadre, ventinovesimo nel concorso generale individuale, venticinquesimo nel triathlon e trentacinquesimo nel concorso a tre eventi.